# Q2 (Pennsylvania Railroad)
Класс Q2 Пенсильванской железной дороги — паровоз системы «дуплекс» с осевой формулой 2-2-3-2 (по американской классификации — 4-4-6-4). Всего было выпущено 26 локомотивов класса Q2, включая прототип.
Это самый тяжёлый (с тендером — 476 т) и сильный (с включенным бустером — 52 тс) паровоз с одной жёсткой рамой (не путать с сочленёнными), а также самый мощный паровоз в истории (до 8000 л.с.).

## История
В 1942 году Пенсильванская железная дорога на собственном заводе в Алтуне выпустила свой первый грузовой дуплекс-паровоз — с осевой формулой 2-3-2-2, который получил обозначение Q1; букву Q по принятой на дороге классификации должны были получать паровозы с осевой формулой 2-5-2 (по американской классификации — 4-10-4), но таких паровозов никогда не существовало, поэтому дорога присваивала данную букву дуплекс-паровозам с пятью движущими осями в одной жёсткой раме. У Q1 задние паровые цилиндры располагались позади задней группы движущих колёс, но испытания показали ошибочность такого решения, поэтому дальше прототипа данная серия не продвинулась.
В 1944 году в Алтуне был построен дуплекс-паровоз с заводским номером 6131 уже с осевой формулой 2-2-3-2; ему было присвоено обозначение Q2. В отличие от предыдущего локомотива, на новом цилиндры задней машины стали располагаться между обеими группами ведущих колёс, что удлинило жёсткую колёсную базу, но позволило укоротить паропроводы и расширить топку. Так как дуплекс-паровозы более склонны к боксованию, на Q2 впервые была применена система защиты от боксования с электропневматическим приводом, которая в случае проскальзывания какой-либо паровозной машины снижала подачу в неё пара. Хотя данная система была ещё опытной и требовала более сложного обслуживания, она оказалась вполне работоспособной. Цилиндры передней машины были меньше цилиндров задней, так как приводили меньше колёс; также радиус кривошипа (и ход поршня) передней группы был чуть меньше, по сравнению с задней группой, что в теории должно было снизить вероятность боксования передних движущих колёс при трогании с места и на малых скоростях. Для увеличения силы тяги при трогании, на поддерживающих осях был поставлен бустер. В остальном конструкция паровоза не отличалась от классической.
Дорога активно рекламировала этот паровоз, в том числе утверждала, что он на 78 % сильнее её предыдущих паровозов и способен тянуть 125 вагонов со скоростью более 50 миль/ч (80 км/ч). В следующем 1945 году на дорогу поступили 25 серийных Q2 с номерами 6175—6199.
При движении со скоростью 57,4 миль/час (92,4 км/ч) при отсечке около 40 % паровоз Q2 мог развивать мощность до 7987 л. с. (5874 кВт) — абсолютный рекорд в истории паровозостроения. Однако выявились и некоторые ошибки в расчётах, из-за чего передняя группа движущих колёс оказалась склонна к боксованию на малых скоростях, причём порой этот процесс не помогала остановить даже подача песка. В 1948 году паровоз Q2-6180 был передан для проведения сравнительных испытаний на дорогу Norfolk and Western Railway. Специалисты с N&W при этом отметили плохое состояние поступившего № 6180, в том числе отсутствовал или не работал ряд приборов и элементов вспомогательного оборудования; система защиты от боксования также не работала. Со 2 по 19 августа Q2 водил поезда на участке Уильямсон — Портсмут, работая параллельно с сочленёнными класса A типа 1-3+3-2 (система Малле). При этом паровоз A одиночной тягой водил составы весом до 15 тысяч тонн со скоростью до 45 миль/ч (72 км/ч), тогда как Q2 — около 11 тысяч тонн, но со скоростями более 50 миль/ч.
Испытания показали, что дуплекс-паровоз при равной производительности потребляет пара примерно в полтора раза больше. К тому же он эффективен при скоростях более 30 миль/ч (48 км/ч), тогда как на меньших скоростях потреблял больше угля и в целом оказался менее гибким, по сравнению с сочленёнными паровозами класса A. Инженеры с PRR в целом согласились с результатами испытаний, хотя в замечаниях была отмечена некоторая предвзятость обеих дорог к собственным локомотивам.
Пенсильванская дорога следила за затратами на обслуживание и ремонт локомотивов; Q2 в свою очередь отличались повышенной сложностью обслуживания. Поэтому с началом дизелизации уже с 1951 года эти уникальные паровозы были отставлены от работы и к 1955 году полностью списаны; до настоящего времени ни один из них не сохранился.

## В культуре
В 15-й серии 7-го сезона телесериала «Теория Большого взрыва» персонаж Эрика Петерсона в беседе с Шелдоном Купером называет Q2 «самым лучшим американским локомотивом 4-10-4». Однако при этом он путается и говорит, что данный паровоз построила Тихоокеанская дорога, а не Пенсильванская.